# Извержение вулкана Санта-Мария (1902)
Извержение вулкана Санта-Мария в 1902 году — крупнейшее извержение вулкана в истории Гватемалы и одно из крупнейших в XX веке.
Санта-Мария — крупный стратовулкан около города Кесальтенанго высотой 3772 метров. Однако, до 1902 года за 400 лет не было зарегистрировано извержений. Предполагается, вулкан не извергался уже более 20 тысяч лет.
В районе вулкана в январе 1902 года начали фиксироваться подземные толчки. 18 апреля произошло крупное землетрясение, эпицентр которого находился менее чем в 100 км от Санта-Марии. Последующие толчки фиксировались более двух недель. Землетрясение и явилось причиной пробуждения давно спящего вулкана, что привело к историческому извержению.
Извержение началось вечером 24 октября, и самые крупные взрывы произошли в течение следующих двух дней, выбросив примерно 8 км³ магмы. Пемза, образовавшаяся в результате извержения, выпала на площадиь около 273 000 км², а вулканический пепел зафиксирован в Сан-Франциско на расстоянии 4000 км. Взрыв был слышен за 800 км в Коста-Рике. Столб пепла поднялся на 28 км. Извержение произошло из жерла на юго-западной стороне вулкана, оставив кратер диаметром около километра и глубиной около 300 м. Из-за отсутствия зарегистрированной вулканической активности Санта-Марии местные жители не расценили предшествовавшую сейсмичность как предупреждающие признаки извержения, что увеличило число жертв. Количество погибших оценивается примерно в 6 тысяч человек. Катастрофический ущерб был нанесён сельскому хозяйству, были уничтожены или серьёзно повреждены многие кофейные плантации.
Через 20 лет, в 1922 году, вулкан Санта-Мария снова стал извергаться. Сила выбросов была незначительной, однако, в 1929 году произошла катастрофа — обрушение купола образовало пирокластические потоки, в результате которых погибло, по разным данным, от нескольких сотен до 5000 человек. Спящий долгое время вулкан, с 1902 года стал активным, извержение стали фиксироваться постоянно. Кроме того, извержение сделало южный склон горы очень крутым, и сильное землетрясение или извержение могут спровоцировать огромный оползень, который может охватить площадь до 100 км².
Извержение вулкана Санта-Мария в 1902 году — одно из трёх в XX веке (вместе с извержениями Пинатубо в 1991 году и Катмай в 1912 году), которому был присвоен коэффициент эксплозивности 6.

## Галерея
- Вид из Кесальтенанго
- Разрушенная извержением церковь
- Церковь Юррита, построенная по обету спасшимися от извержения